# إعدامات بغداد 1969

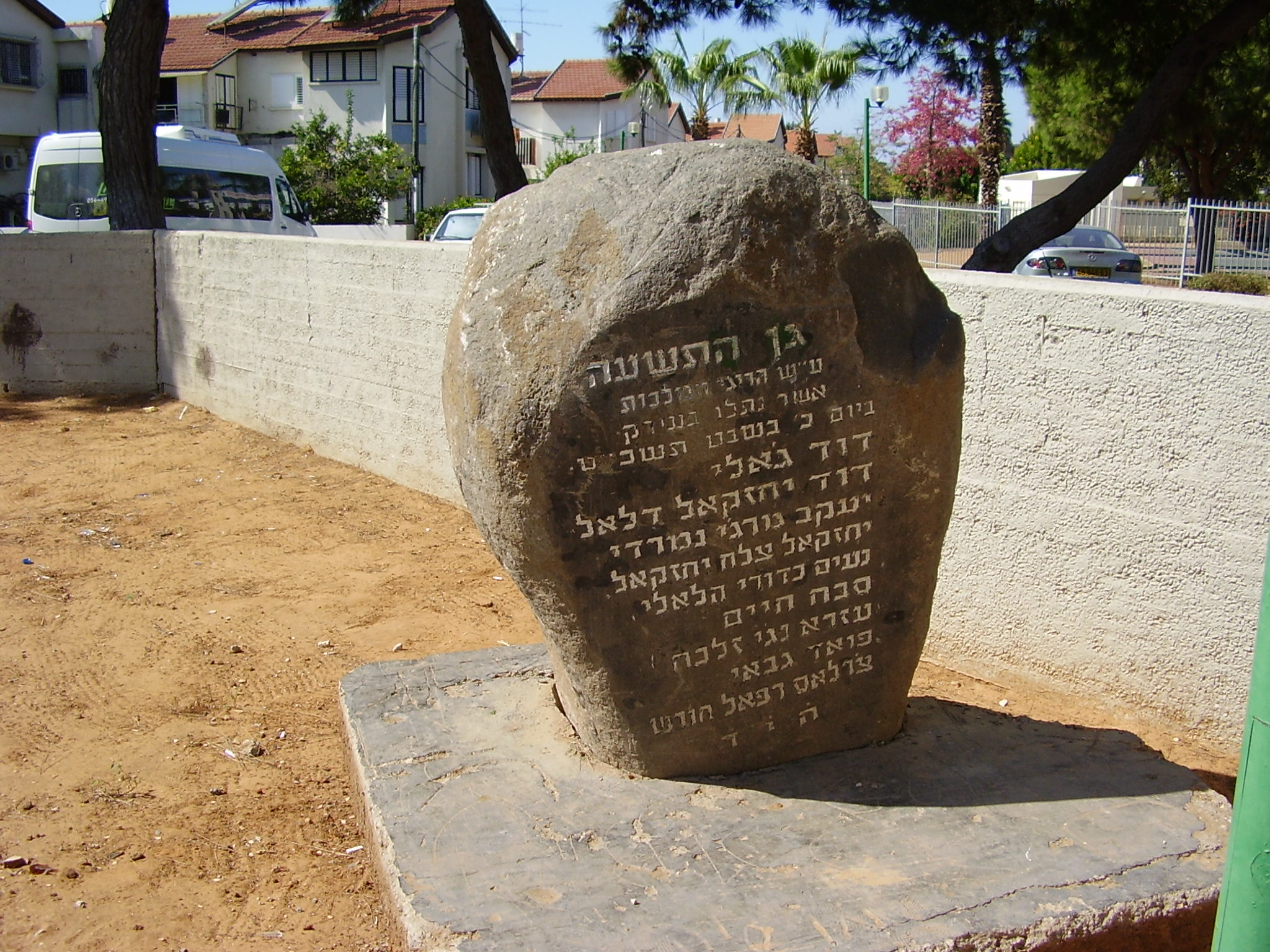

في 27 يناير 1969، شنقت السلطات العراقية 14 جاسوسًا مزعومًا (تسعة يهود وثلاثة مسلمين ومسيحيين اثنين) لإسرائيل في إعدام علني في بغداد.

## الخلفية
بحلول عام 1969، تقلص عدد الجالية اليهودية في العراق من أكثر من 130,000 في عام 1948 إلى أقل من 3,000 بسبب الهجرة الجماعية الناجمة عن قيام دولة إسرائيل، والحروب العربية الإسرائيلية اللاحقة، والاضطهاد ضد اليهود.
أدت الهزيمة الغير متوازنة التي عانت منها الدول العربية، بما في ذلك العراق، ضد إسرائيل في حرب حزيران / يونيو 1967، إلى زيادة التمييز ضد يهود العراق المتبقين: «لقد تم فصلهم من الوظائف الحكومية، وتم تجميد حساباتهم المصرفية وتم تقييدهم في الإقامة الجبرية. من بين قيود أخرى».
في يوليو 1968، سيطر حزب البعث العربي الاشتراكي على العراق في انقلاب 1968. كانت الحكومة الجديدة ضعيفة وكانت في خوف دائم من أن تكون هي نفسها هدفاً للانقلاب. بعد أن قصف سلاح الجو الإسرائيلي موقعا عسكريا عراقيا في شمال الأردن في 4 ديسمبر 1968 ردا على قصف التجمعات الإسرائيلية في الجليل، بدأ النظام البعثي «بمطاردة عصابة تجسس أمريكية إسرائيلية قال إنها كانت تحاول زعزعة الاستقرار. العراق.» بدأت السلطات في اعتقال المتآمرين المزعومين بعد ذلك بوقت قصير، بمن فيهم 12 رجلاً يهوديًا من بغداد والبصرة.

## الشنق
ودعت إذاعة بغداد المواطنين إلى ساحة التحرير في 27 يناير ١٩٦٩ «للحضور والاستمتاع بالوليمة» على متن حافلات. وبحسب ما ورد حضر 500000 شخص عمليات الشنق ورقصوا واحتفلوا أمام جثث الأبرياء المدانين. تسعة يهود اعدموا في ذلك اليوم ومعهم اعدم شاب والده يهودي اسلم ووالدة مسلمة. بعد ذلك بعدة اشهر اعدم عدد اخر ولكن في داخل السجن. واحدا منهم في ٢٥ أغسطس 1969.

### الضحايا اليهود
الضحايا اليهود التسعة هم:
| - عزرا ناجي زلخة، 42، من البصرة - تشارلز رفائيل حوريش، 45 عاما، من بغداد - فؤاد غباي، 35 عاما، من البصرة - يحسقيل جورجي نميردي، 32 عاما، من البصرة - صباح حاييم ديان، 25 عاما، من البصرة | - داود غالي، 21 عاما، من البصرة - نعيم خضوري هلالي، 21 عاما، من البصرة - حسقيل صالح حسقيل، 20 عاما، من البصرة - داود حسقيل باروخ دلال، ١٦ عاما، من البصرة |

## ما بعد الإعدام
أدت عمليات الإعدام إلى انتقادات دولية كبيرة، حيث أدان وزيرة الخارجية ولايات المتحدة وليام روجرز تصرفات العراق باعتبارها «مناف للضمير العالم» وحذرت صحيفة الأهرام المصرية من أن «شنق أربعة عشر شخصًا في الساحة العامة ليس بالتأكيد مشهدًا يثلج الصدر، كما أنه ليس مناسبة لتنظيم مشهد». على النقيض من ذلك، وصفت الإذاعة الرسمية للاتحاد السوفيتي عمليات الإعدام بأنها «مبررة بالكامل»، بينما قال شارل ديغول رئيس فرنسا إنه لا يمكن فصلها عن الصراع العربي الإسرائيلي الأوسع. ودانت إذاعة بغداد منتقدي العراق بقولها «لقد شنقنا الجواسيس واليهود صلبوا المسيح». وبحسب الكاتب كنعان مكية، فإن الدعاية السلبية «ليس لها علاقة بأنشطة اللوبي الصهيوني كما ادعى البعث، بقدر ما كانت نتيجة لطبيعة الإجراءات العلنية المتعمدة». استمر اضطهاد يهود العراق بعد محاكمات التجسس: «بحلول وقت إعدامات أغسطس / آب، قتل النظام 51 يهوديًا في عام 1969 وحده، وسُجن أو عُذب 100 آخرون». في أوائل السبعينيات، غادر جميع السكان اليهود في العراق تقريبًا بعد السماح لهم بالمغادرة. بقي عدد قليل فقط، معظمهم من كبار السن الذين لم يتمكنوا من السفر.